# Йоан Караджани
Йоан Д. Караджани (на румънски: Ioan Caragiani) е румънски фолклорист и преводач, специалист по гръцка литература, професор в Яш, един от основателите на Румънската академия.

## Биография
Роден е в южномакедонското арумънско село Авдела. Учи в румънското училище във Влахоклисура при Апостол Маргарит. Преподава гръцка литература в Яшкия университет. Караджани се интересува от съдбата на македонските власи, от историята, езика и фолклора им. Публикува в списание „Конворбири Литераре“ (1866 — 1869, № 21-24), няколко народни песни и статия за историята и езика на македонските власи, а също така и „Исторически етюд за румънците на Балканския полуостров“ (Букурещ, 1889).

## Трудове
- Caragiani, I, Studii istorice asupra romanilor din Peninsula Balcanica, 1-2, Bucuresti, 1929-1941.